# Brigademajor
Brigademajor (englisch brigade major) war eine Funktionsbezeichnung der britischen Armee.
Ein Brigademajor fungierte als Chef des Stabes einer Brigade. Er hatte meistens den Rang eines Majors, seltener den eines Captains inne und war absichtlich den Kommandeuren der Bataillone, zumeist Lieutenant-Colonels, rangtechnisch unterlegen. Als Aufgabe kam ihm zu, die Befehle des kommandierenden Brigadiers zu präzisieren und auszuführen.
Im Ersten Weltkrieg hatten Brigademajore oft direkten Kontakt zu den kämpfenden Truppen an der Front und waren für die Planung von Brigaden zuständig. Heute wird diese Funktion nur noch in einigen Ländern des Commonwealth, wie z. B. Indien, verwendet. In Großbritannien und Kanada wurde die Funktion mit der Einführung des NATO-Systems abgeschafft.